# Rottboellia
Rottboellia là một chi thực vật có hoa trong họ Hòa thảo (Poaceae).

## Loài
Chi Rottboellia gồm các loài: